# Jennifer Lee Carrell
Jennifer Lee Carrell (ur. w 1962 w Waszyngtonie) – amerykańska pisarka.

## Życie
Już jako dziecko planowała, że zostanie pisarką, a jednocześnie tancerką baletową. Myśl o karierze baletowej porzuciła dopiero jako osiemnastolatka, ponieważ poświęciła się literaturze angielskiej i amerykańskiej, zdobywając w tej dziedzinie doktorat na Uniwersytecie Harvarda. Później na tej samej uczelni prowadziła zajęcia ze studentami, a oprócz tego reżyserowała przedstawienia szekspirowskie dla Hyperion Theatre Company.
Z pracy dydaktycznej zrezygnowała w 1998 roku i wróciła do rodzinnego Tucson (gdzie mieszka do dziś), by tam na serio zająć się pisaniem. Przez kilka lat pracowała jako krytyk muzyczny, redagowała kolumnę poświęconą sztuce w "Arizona Daily Star", publikowała również artykuły w „Smithsonian Magazine”.

## Twórczość
Jej debiutem była monografia historyczna The Speckled Monster (2003), poświęcona walce z ospą na początku XVIII wieku.
Powieść Szyfr Szekspira, wydana w 2007 r. pod angielskim tytułem „Interred With Their Bones”, została zakupiona do 26 krajów! Osią intrygi jest w niej próba odnalezienia nieznanego dramatu Szekspira, okupiona morderstwami, podpaleniami i kradzieżami...

## Zainteresowania
Jennifer Lee Carrell interesuje się m.in. Szekspirem, teatrem i filmem, baletem, dobrym winem i dobrym jedzeniem dzielonym z gronem przyjaciół, słucha m.in. U2 i Stinga, Bacha i Mozarta, a wśród ulubionych bohaterów wymienia męża, brata strażaka, Lincolna i Churchilla.
Jej ulubionymi szekspirowskimi postaciami są Romeo i Julia, a także duch ojca Hamleta.

## Powieści
- The Speckled Monster (2003)
- Szyfr Szekspira (Interred With Their Bones; w UK -The Shakespeare Secret) (2007)
- Wciąż mnie prześladują (Haunt Me Still; w UK -The Shakespeare Curse) (2010)